# Sonic Origins
Sonic Origins est une compilation de jeux vidéo de la série Sonic the Hedgehog par Sega. Il inclut des remasters des quatre premiers jeux de plate-forme de la série, originellement sortis sur Mega Drive et Mega-CD : Sonic the Hedgehog (1991), Sonic the Hedgehog 2 (1992), Sonic CD (1993), et Sonic 3 and Knuckles (1994). Ces quatre jeux sont autant jouables dans leur format original ainsi que dans une résolution écran large qui fait également office de mode facile puisque les vies sont infinies. Origins ajoute également d'autres modes de jeu inédits qui permettent aux joueurs de débloquer du contenu dans un musée virtuel.
Origins est conçu à la suite de la sortie du film Sonic de 2020 dont le succès commercial a amené de nouveaux fans à la série. Le chef de la Sonic Team, Takashi Iizuka, a ainsi voulu rendre les anciens jeux Sonic disponibles sur les consoles modernes. Principalement développé chez Sega, c'est toutefois Simon Thomley, qui a travaillé sur Sonic Mania (2017), qui a développé le remaster de Sonic 3 & Knuckles . Une partie de la bande originale de Sonic 3 a été remplacée par des réarrangements par Jun Senoue, à la suite de spéculations sur des soucis de droits d'auteur découlant de l'implication de Michael Jackson dans la composition des musiques de Sonic 3.
Origins sort sur Nintendo Switch, PlayStation 4, PlayStation 5, Windows, Xbox One et Xbox Series X/S à l'occasion du 31e anniversaire de la série Sonic, le 23 juin 2022. Il reçoit des critiques généralement favorables qui ont loué les améliorations et la présentation mais, critiquent toutefois le contenu téléchargeable, le remplacement de la musique dans Sonic 3, le manque de fonctionnalités et des bogues supplémentaires non présents dans les jeux originaux.
Une nouvelle version intitulée Sonic Origins Plus, ajoutant notamment douze titres Sonic sortis sur Game Gear, sort le 23 juin 2023 en tant que contenu téléchargeable ou standalone.

## Contenu
Sonic Origins compile et remasterise les quatre premiers jeux de plates-formes de la série Sonic the Hedgehog de Sega : Sonic the Hedgehog (1991), Sonic the Hedgehog 2 (1992), Sonic CD (1993) et Sonic the Hedgehog 3 & Knuckles (1994) — initialement sortis pour la Mega Drive et le Mega CD. Le joueur contrôle Sonic the Hedgehog, Amy Rose, Miles "Tails" Prower et Knuckles the Echidna alors qu'ils tentent d'empêcher Eggman de voler les Chaos Emeralds. Ils traversent des niveaux à défilement latéral à grande vitesse tout en collectant des anneaux, en battant des ennemis et des boss et en trouvant des secrets. Contrairement aux originaux, le joueur peut contrôler Tails et Knuckles dans n'importe quel jeu, à l'exception de Knuckles dans Sonic CD,. Le mini-jeu " Blue Spheres " de Sonic 3 & Knuckles est également inclus, ainsi qu'une toute nouvelle version appelée New Blue Spheres, qui a ajouté des types de sphères supplémentaires de Sonic Mania (2017).
Origins propose deux versions de chaque jeu : le "mode classique" est le format original, présenté en 4:3, tandis que le "mode anniversaire" prend en charge les résolutions écran large, supprime les vies, et permet à Sonic d'utiliser le "drop dash" de Sonic Mania. Les deux modes utilisent la version Retro Engine de chaque jeu, en plus de l'émulation du jeu original en mode classique. Un "mode histoire" permet aux joueurs de jouer séquentiellement aux quatre jeux en mode anniversaire, avec de nouvelles cinématiques animées qui sont vues lors du lancement de chaque jeu dans l'un ou l'autre mode et qui relient leurs histoires. Les nouveaux modes incluent un mode "Ruée de boss", un mode miroir qui inverse la direction des niveaux (ils commencent à droite et finissent à gauche), et un mode mission proposant 60 défis autonomes supplémentaires, tels que collecter un nombre précis d'anneaux dans un délai imparti ou atteindre l'objectif sans détruire aucun ennemi.
Un musée virtuel propre à la compilation permet aux joueurs d'écouter des bandes-sons ainsi que de regarder des œuvres d'art et des vidéos, parmi lesquelles les courts métrages d'animation Sonic Mania Adventures initialement sortis en 2018. Les joueurs peuvent débloquer du contenu supplémentaire pour le musée, parmi lesquels des arrangements musicaux de jeux ultérieurs, des concepts-arts et des animations cinématiques, en accomplissant des succès dans chaque jeu ou en dépensant des pièces gagnées en jouant. Ces pièces peuvent également être dépensées pour recommencer les stages spéciaux. Les joueurs qui ont précommandé le jeu ont commencé avec 100 pièces et n'ont pas eu à débloquer le mode miroir. Des nouveaux personnages dans les menus, un ensemble de 11 missions plus difficiles et l'écoute des bandes-sons de Sonic the Hedgehog Spinball (1993), Knuckles' Chaotix (1995) et Sonic 3D: Flickies' Island (1996) pour le lecteur de musique du musée sont disponibles sous forme de contenu téléchargeable (DLC).

## Développement
Sonic Origins est conçu aux côtés de Sonic Colors: Ultimate (2021) à la suite de la sortie du film Sonic en 2020. Le succès commercial du film ayant attiré de nombreux nouveaux fans, le chef de la Sonic Team Takashi Iizuka a voulu rendre les anciens jeux Sonic disponibles sur des consoles modernes. Iizuka note que bien qu'ils soient fréquemment réédités via l'émulation, le format 4:3 des jeux Mega Drive pouvait repousser de nouveaux joueurs habitués aux résolutions 16:9 ; Origins devait donc les moderniser avec un support grand écran et de nouvelles fonctionnalités pour plaire autant aux nouveaux fans qui découvriront la série par cette compilation qu'aux anciens qui doivent avoir un intérêt à racheter des jeux qu'ils possédaient déjà. Sonic Mania encourage la Sonic Team sur le fait qu'il y avait encore un public pour les jeux 2D Sonic et que le 30e anniversaire de la série était le moment opportun pour développer une compilation.
La compilation est développée en interne chez Sega, qui s'est occupé de la présentation et de la consolidation des jeux inclus. Les remasters de Sonic the Hedgehog, Sonic 2 et Sonic CD sont basés sur les remakes réalisés dans le Retro Engine sortis entre 2011 et 2013 ; Christian Whitehead, créateur du Retro Engine, l'a mis à jour pour permettre aux remakes de demeurer jouables dans une compilation. L'équipe d' Origins a donné la priorité à la série principale Sonic, ce qui explique pourquoi elle n'a pas envisagé d'inclure d'autres jeux Sonic 2D, tels que ceux sortis pour Game Gear, Knuckles' Chaotix et la série Sonic Advance. Powerhouse Animation Studios a produit les nouvelles cinématiques avec l'artiste Sonic de longue date Tyson Hesse, avec un scénario écrit par l'auteur de bandes dessinées Sonic Ian Flynn et mettant en vedette la musique arrangée par le compositeur de Sonic Mania Tee Lopes.
Simon Thomley et son studio Headcannon, qui ont travaillé sur les remakes de Retro Engine et de Sonic Mania, développent le remaster Origins de Sonic 3 & Knuckles. Thomley déclare qu'il avait été engagé pour développer le remaster séparément d'Origins. La compilation marque la première réédition de Sonic 3 & Knuckles depuis 2011, celle-ci étant auparavant impossible en raison de spéculations quant à des soucis de droits d'auteur liés à l'implication de Michael Jackson dans la composition de la bande-son originale de Sonic 3. Sega n'ayant pu réutiliser la bande originale d' Origins, le compositeur de la Sonic Team Jun Senoue a réarrangé plusieurs morceaux de la version Prototype de Sonic 3 avant l'implication de Jackson : ces morceaux avaient également été utilisés pour Sonic & Knuckles Collection, le portage Windows de 1997,.
Thomley déclare que lui son équipe n'étaient pas satisfaits de la version d'Origins publiée par Sega et qu'elle ne représentait pas le travail de Headcannon. Il indique qu'ils avaient développé le remaster de Sonic 3 & Knuckles dans des conditions critiques pour respecter les délais, que Sega refusait tout repoussement et que l'intégration dans Origins avait introduit des bugs. Selon Thomley, l'équipe Headcannon « était des outsiders créant un projet séparé qui a ensuite été transformé en quelque chose de complètement différent ».

## Sortie
Sonic Origins est annoncé lors d'un livestream commémorant le 30e anniversaire de la franchise Sonic le 27 mai 2021 et sort le 23 juin 2022, à l’occasion du 31e anniversaire de la série, sur Steam, Nintendo Switch, PlayStation 4, PlayStation 5, Xbox One et Xbox Series X/S. Avant sa sortie, Sega retire les versions existantes des jeux séparés de la plupart des boutiques en ligne. Cette décision est critiquée par les partisans de la préservation des jeux vidéo et pour la manière dont elle oriente les consommateurs à privilégier cette compilation, plus chère que les jeux séparés réunis; elle fait notamment écho à Rockstar Games qui avait retiré de la vente certains jeux Grand Theft Auto avant la sortie de la compilation Grand Theft Auto: The Trilogy – The Definitive Edition en 2021, avant de les republier après que des joueurs ont exprimé leur mécontentement.
Une nouvelle version intitulée Sonic Origins Plus, ajoutant notamment douze titres Sonic sortis sur Game Gear, sort le 23 juin 2023 en tant que contenu téléchargeable ou standalone.

## Accueil
Selon l'agrégateur d'avis Metacritic, Sonic Origins a reçu des avis « mitigés ou moyens » pour Microsoft Windows et des « critiques généralement favorables » pour la Nintendo Switch, la PlayStation 5 et la Xbox Series X/S.
Zoey Handley de Destructoid déplore le manque d'ajouts plus substantiels : « L'idée derrière la nouvelle collection était apparemment de "moderniser" les jeux en les réécrivant dans un nouveau moteur plutôt que de les émuler. Si c'était le but recherché, pourquoi se contenter d'une résolution 16:9 ? ». Brian Shea de Game Informer, en revanche, a fait l'éloge des améliorations apportées au mode Anniversaire : « Le package Sonic Origins est globalement formidable... Avoir les meilleures versions de la saga Sonic classique dans un seul lot est extrêmement satisfaisant ». Heidi Kemps ( GameSpot ) et Stephen Tailby ( Push Square ) estiment que si les ajouts apportés à Origins en justifiaient l'achat pour les fans, sa présentation terne et son contenu téléchargeable inutile entravaient la qualité globale de la compilation.
Kemps note que « même les recréations des jeux eux-mêmes ont quelques problèmes, avec des bugs étranges qui n'étaient pas présents dans les originaux ». John Linneman d' Eurogamer critique également  les bogues, déclarant que « la plupart ne cassent pas le jeu, mais leur trop grand nombre a un impact sur l'expérience globale », il mentionne tout particulièrement un bogue récurrent dans Sonic 2 qui bloque Tails au fur et à mesure que le joueur progresse dans le niveau. Jacob Bukacek de Hardcore Gamer estime que les nouvelles versions « ne sont pas tellement meilleures que les originales » et que la compilation « ne vaut pas son prix ». TJ Denzer de Shacknews se montre plus indulgent en louant le musée virtuel, le mode "Ruée de boss", les contrôles plus précis et la qualité globale du remaster, mais il critique toutefois le manque de sauvegardes multiples et de commandes de console.
Sam Machkovech d'Ars Technica critique le contenu téléchargeable, l'impossibilité de faire des save-states et le retrait des versions existantes de la plupart des magasins numériques. Il décrit la compilation comme étant « un exemple tragique de bons classiques ruinés par la cupidité ». Concernant le manque de contenu bonus du jeu, Mike Minotti de VentureBeat donne cet avis : « en comparaison du monde explorable en 3D de Sonic Jam avec ses multiples musées multimédias, ce contenu fait un peu pitié ». Cependant, il conclut que « ces bizarreries mises à part, les remasters sont fantastiques. Même si vous êtes un fan de Sonic et que vous possédez déjà ces jeux dans d'autres compilations, Origins vaut la peine d'être joué ».
La nouvelle bande-son musique de Sonic 3 est également critiquée,,. Destructoid déclare que les nouvelles pistes sonores « sonnaient mal » et se mariaient mal avec le reste de la bande originale, un constat également partagé par Ars Technica. Game Informer se montre plus nuancé. Si le journal considère que ces bandes-sons arrachent la sensation nostalgique des niveaux, ce changement demeure nécessaire afin de préserver Sonic 3.